# Super GT
Le Super GT ou en japonais スーパーGT (Sūpā GT), (anciennement connu sous le nom de JGTC ou Japan Grand Touring Championship) est un championnat automobile organisé par la fédération japonaise.

## Présentation
Les véhicules de ce championnat, où une quarantaine de voitures s'affrontent sur circuit, sont classés en deux catégories, nommées « GT300 » et « GT500 » et propulsées respectivement par des moteurs d'une puissance approximative de 300 et 500 chevaux.
Il s'agit de voitures de sport, la plupart d'entre elles étant de marques japonaises (Nissan Skyline, Honda NSX, Toyota Supra RZ, Mazda RX7...). Des concessionnaires internationaux apparaissent tel que Ferrari, Porsche, Lamborghini, McLaren, Dodge, Mosler, Ford...

## Voitures
Les voitures sont divisés en deux classes: GT500 et GT300. Le noms de ces catégories sont dérivés de leur traditionnelle limite de puissance. Dans les premières années du championnat, les voitures de GT500 ne faisaient pas plus de 500 chevaux, les voitures GT300 développeraient au maximum environ 300 chevaux. Cependant, la génération actuelle de moteurs GT500 produit plus de 650 chevaux. Pendant ce temps, dans la GT300 actuelle, la plage de puissance varie d'environ 400 à un peu plus de 550 chevaux ; cependant, les voitures GT300 ont beaucoup moins d'appui que leurs homologues GT500.
Dans les deux groupes, le numéro de voiture est attribué à l'équipe, dans laquelle chaque équipe est autorisée à choisir le numéro de son choix à condition que le numéro ne soit pas pas déjà utilisé par une autre équipe. Le numéro attribué à chaque équipe est permanent et ne peut changer de mains que lorsque l'équipe quitte la série.
Pour une identification facile, les caches de phares, les autocollants de pare-brise et les panneaux de numéros sont blancs sur les voitures GT500 et jaunes sur les voitures GT300.

### GT500
La classe reine du Super GT, la GT500, est entièrement composée d'équipes soutenues par les constructeurs, représentant les trois plus grands constructeurs automobiles japonais : Toyota, Honda et Nissan.
Depuis 2014, les voitures GT500 sont propulsées par des moteurs quatre cylindres en ligne mono-turbo d'une cylindrée de deux litres et produisant plus de 650 chevaux. Les voitures sont des voitures de course à la silhouette dotées de monocoques en fibre de carbone spécialement conçues. Les progrès en matière d'aérodynamisme et de puissance, combinés à une guerre des pneus en cours conduisant à des vitesses encore plus élevées, ont fait de la classe GT500 la forme la plus rapide de course de voitures de sport de production aujourd'hui. Le rythme d’une voiture GT500 actuelle est à peu près équivalent à celui des prototypes non hybrides les plus rapides du Mans.
Pendant de nombreuses années, la Nissan Skyline GT-R, la Toyota Supra et la Honda NSX ont représenté leurs marques respectives en GT500. Aujourd'hui, les trois voitures en compétition en GT500 sont la Nissan Z (RZ34), la Toyota GR Supra et la Honda NSX de deuxième génération. D'autres modèles, tels que la Nissan Fairlady Z, la Lexus SC 430, la Lexus RC F, la Lexus LC 500 et la Nissan GT-R, ont été utilisés, ainsi que la Honda HSV-010 GT, un prototype de voiture développé spécifiquement pour le Super GT, sa variante routière prévue ayant été annulée.
Au cours des premières années de la catégorie GT500, un certain nombre de constructeurs étrangers ont inscrit des voitures dans la série, avec plus ou moins de succès. La Porsche 911 GT2 et la McLaren F1 GTR à moteur BMW sont, à ce jour, les seules voitures étrangères à remporter le championnat GT500, la première a remporté le titre par équipe en 1995 et la seconde les deux titres en 1996. Une version longtail de la F1 GTR remportera plus tard une victoire en course en 2001. La Ferrari F40, la Porsche 911 Turbo et la Porsche 962 ont aussi été engagés, ainsi qu'une Chevrolet Camaro qui provient de l’IMSA GT, précisément de la catégorie GTS-1 et une Mercedes-Benz CLK a été engagé par HKS sur quelques épreuves en 2002. La dernière voiture de construction étrangère à entrer dans la série était l'Aston Martin DBR9, qui s'est mal comportée lors de sa brève course en 2009 - illustrant l'avantage écrasant en termes de rythme brut que les voitures de la classe GT500 possédait des voitures de la catégorie FIA GT1 qui dominaient le paysage européen ; Team Goh, qui a engagé les F1 GTR de 1996, prévoyait d'engager une Maserati MC12 en 2006, mais s'est retirée lors des essais pour des raisons similaires.
En 2012, la réglementation GT500 a été modifiée afin de prévoir des dispositions pour les véhicules à quatre portes, même si aucune n'a été appliquée jusqu'à ce que Honda annonce que la Civic Type R remplacera la NSX sortante en 2024. En 2010, la configuration à moteur avant et propulsion arrière est devenue la seule configuration autorisée dans la catégorie, ce qui a incité Honda à remplacer initialement la NSX GT de première génération par la HSV-010. En 2014, Honda a obtenu une dérogation pour permettre aux NSX-Concept GT et NSX-GT (deux modèles basés sur la deuxième génération) de fonctionner avec un moteur central pour correspondre à la position du moteur de la voiture de route ; la dérogation a expiré à la fin de la saison 2019 avec la mise en œuvre des règlements techniques de classe 1, après quoi Honda a dû repenser la NSX-GT pour s'adapter à une configuration à moteur avant.
De nouvelles voitures GT500 ont été introduites en 2014 en préparation des futures voitures de tourisme de classe 1, y compris la première voiture de la catégorie à utiliser un groupe motopropulseur hybride assisté par KERS, la Honda NSX Concept-GT. Des réglementations aérodynamiques communes avec le DTM ont été adoptées, tout comme les spécifications du moteur quatre cylindres turbocompressé de classe 1. En outre, la refonte des règles de 2014 a également augmenté l'appui des voitures de 30 %, tout en réduisant les coûts. Le développement aérodynamique au-dessus d'une « ligne de design » enveloppant les ailes, les pare-chocs et les seuils de porte était limité. Plus de soixante pièces communes ont été introduites, dont les freins, le diffuseur et l'aileron arrière.
En réponse à l'augmentation des vitesses dans les virages, une autre refonte aérodynamique a été introduite en 2017, réduisant l'appui aérodynamique de 25 %. De plus, les unités KERS ont été interdites, même si le seul fabricant à utiliser de tels systèmes, Honda, avait déjà cessé de les utiliser en 2016. En 2020, les réglementations techniques de classe 1 ont été pleinement mises en œuvre, les constructeurs introduisant de nouvelles voitures pour se conformer aux nouvelles règles. Le développement aérodynamique a été encore restreint et un ECU et une suspension standardisés ont été introduits.

### GT300
Contrairement au GT500, les équipes d'usine et indépendantes concourent en GT300, de sorte que le peloton a tendance à être beaucoup plus varié en termes de types de voitures engagées. Comme en GT500, les principaux constructeurs automobiles japonais participent à cette classe, en engageant des voitures telles que la Toyota Prius et Subaru BRZ, qui sont conformes à la réglementation JAF-GT. Cependant, la classe GT300 est principalement composée de voitures de classe GT3 de constructeurs européens tels que Audi et Mercedes, bien que Toyota/Lexus, Nissan et Honda soient également représentées dans la classe par des voitures GT3. Cela reflète un intérêt croissant pour la série de la part des constructeurs européens, Audi et BMW présentant des inscriptions financées par les usines. Toyota/Lexus, Nissan et Subaru font également campagne pour des voitures financées par les travaux dans cette catégorie.
La classe GT300 accueillait autrefois des voitures plus exotiques telles que ASL, Mosler, Mooncraft et Vemac (un tuner de Lotus), ainsi que des voitures GT500 désaccordées, telles que la NSX de chez M-TEC, lauréate du titre en 2004. Cependant, à partir de 2006, les équipes ont de plus en plus choisi de faire campagne avec des voitures GT européennes, une tendance qui s'est accélérée en 2010 avec l'introduction des voitures FIA GT dans la série.
En réponse au déclin des modèles produits localement par des fabricants spécialisés, la GTA a travaillé avec Dome pour créer le "Mother Chassis" (en japonais : マザーシャシー), une plate-forme GT300 à faible coût, la première voiture MC entre dans la série en 2014. Les voitures Mother Chassis utilisent une cuve standard produite par Dome et un moteur Nissan VK45DE de marque GTA, tout en conservant l'apparence des voitures de série telles que la Toyota 86, la Lotus Evora et la Toyota Mark X. Le concept MC s'est avéré populaire auprès des équipes indépendantes, ainsi que compétitif, la Toyota 86 MC remportant le championnat GT300 en 2016.
Depuis 2006, les catégories GT1 et le GT2 peuvent courir en GT300, et les voitures du Groupe GT3 peuvent participer au GT300 depuis la saison 2010. Après la saison 2011, GTA a annoncé que les voitures GT1 et GT2 ne sont plus éligibles dans le but de réduire les coûts et a adopté la réglementation GT3.
L'un des concurrents les plus uniques du GT300 était le Mooncraft Shiden MC/RT-16, une voiture sur la base du Daytona Prototype de Riley Technologies et inspiré du Mooncraft Shiden 77 original de 1977 (紫電77). Il a concouru de 2006 à 2012, perdant de peu le titre en 2006 et remportant le championnat en 2007.
Les voitures à traction avant telles que la Mitsubishi FTO, les Toyota Celica et Cavalier, une rareté dans les courses sur circuit de haut niveau, sont d'autres exemples de machines GT300 uniques. Ils ont concouru dans leurs configurations d'origine jusqu'au début des années 2000, lorsque les voitures à traction avant ont été autorisées à être converties en configuration à propulsion arrière. Les voitures FWD ont pour la plupart échoué, ne parvenant à remporter aucun championnat, bien qu'une Celica ait remporté une course en 1999 après la disqualification d'une Porsche 911. Les voitures à traction arrière ont dominé la série jusqu'en 2008, lorsqu'une Subaru Impreza à traction intégrale développée par Cusco a gagné à Sepang. Une voiture décapotable, la Renault Spider, a participé une seule fois en 1997, également sans succès.
Les voitures hybrides ont couru pour la première fois dans la catégorie GT300 en 2012, lorsqu'Apr a présenté sa Toyota Prius Apr GT, et l'équipe Mugen a aligné une Honda CR-Z GT. Les deux voitures ont été fortement modifiées par rapport à leurs homologues de production. La Prius était propulsée par un moteur V8 LMP1 de 3,4 litres, qui fonctionnait de concert avec les composants de production Hybrid Synergy Drive ;  le CR-Z utilisait un moteur V6 LMP2 de 2,8 litres et un moteur électrique Zytek de 50 kW. La CR-Z et la Prius étaient toutes deux équipées d'un moteur central, différant de leurs homologues routières à moteur avant ; cela a entraîné le retrait de la CR-Z après la saison 2015, car la nouvelle réglementation pour 2016 stipulait que les moteurs des voitures GT300 devaient être situés dans la même position que leurs homologues de production. Cependant, apr a profité d'une faille dans la réglementation pour continuer à faire courir sa Prius à moteur central jusqu'en 2018, lorsque l'équipe a été obligée de construire une nouvelle Prius à moteur avant.
Le développement des GT300 est beaucoup plus réglementé que celui de leurs homologues GT500. La GTA travaille avec l'organisation Stéphane Ratel pour équilibrer les performances de toutes les GT300 via des ajustements techniques afin de créer des courses serrées. Alors que les GT3 de la catégorie sont étroitement liées aux voitures de série, les machines JAF-GT diffèrent davantage des véhicules de série et, dans le cas des voitures Mother Chassis, ne partagent guère plus qu'un badge et un style extérieur avec leurs homologues routières. Bien que les puissances des moteurs soient inférieures à celles des GT500, les GT300 affichent toujours des temps compétitifs et les courses sont relativement serrées lorsqu'elles sont combinées au trafic des GT500. Comme il devient de plus en plus difficile pour les GT500 de dépasser les GT300, la GTA pourrait revoir la différence de vitesse entre les deux catégories à l'avenir, en particulier si le rythme des GT300 continue d'augmenter.

## Circuits
- Les noms en gras désigne une piste actuellement dans le calendrier du Super GT.
- Les noms en italique désigne une piste anciennement dans le calendrier du Super GT.

| Numéro | Pays / Circuit                | Années                                        |
| ------ | ----------------------------- | --------------------------------------------- |
| 1      | Fuji Speedway                 | 2005–présent                                  |
| 2      | Suzuka Circuit                | 2005–présent                                  |
| 3      | Twin Ring Motegi              | 2005–présent                                  |
| 4      | Okayama International Circuit | 2005–2019, 2021–présent                       |
| 5      | Sportsland Sugo               | 2005–2019, 2021–présent                       |
| 6      | Autopolis                     | 2005–2009, 2011–2015, 2017–2019, 2021–présent |
| 7      | Sepang International Circuit  | 2005–2013, 2025                               |
| 8      | Chang International Circuit   | 2014–2019                                     |

## Palmarès

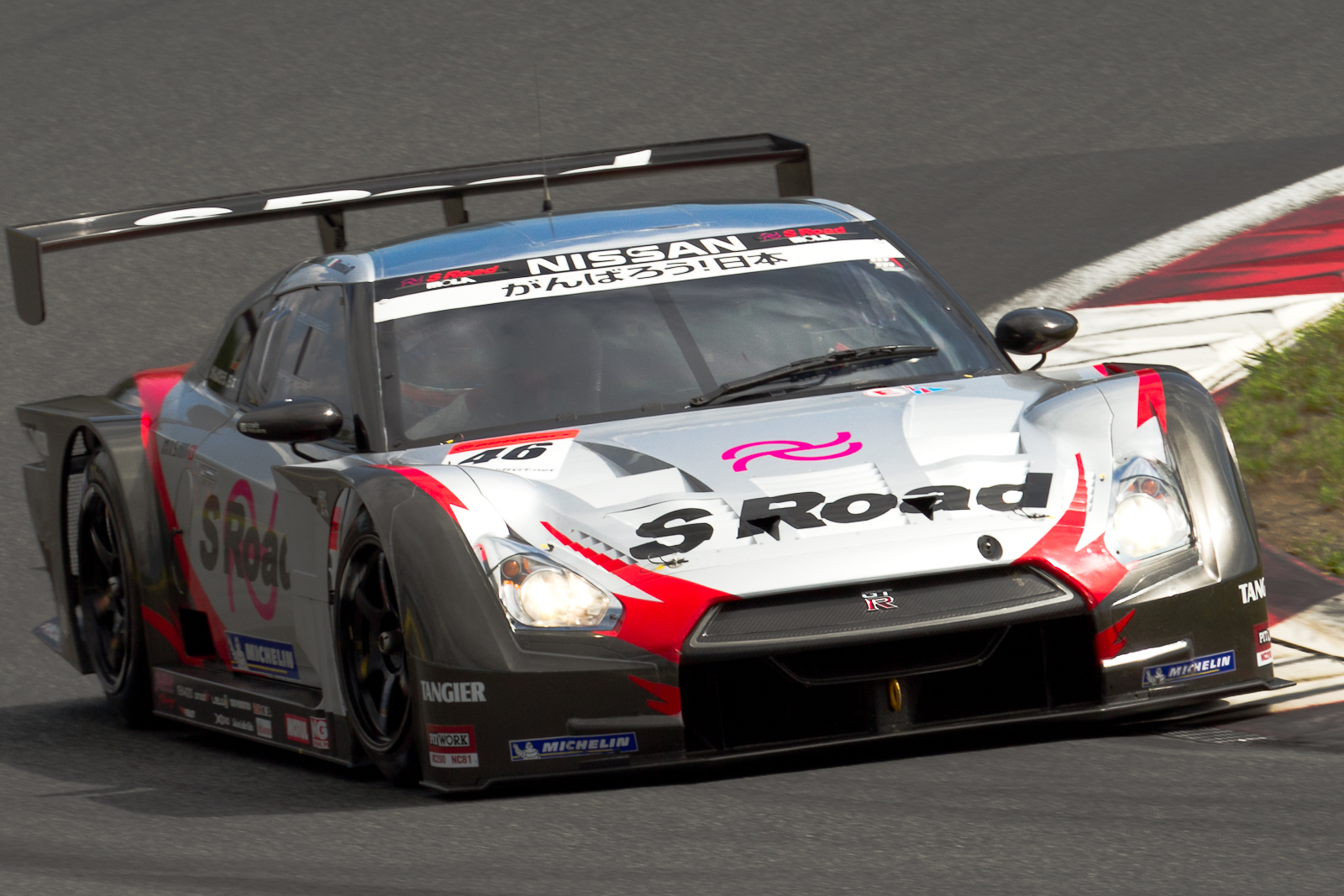
La Nissan GT-R du Mola à Fuji en 2011

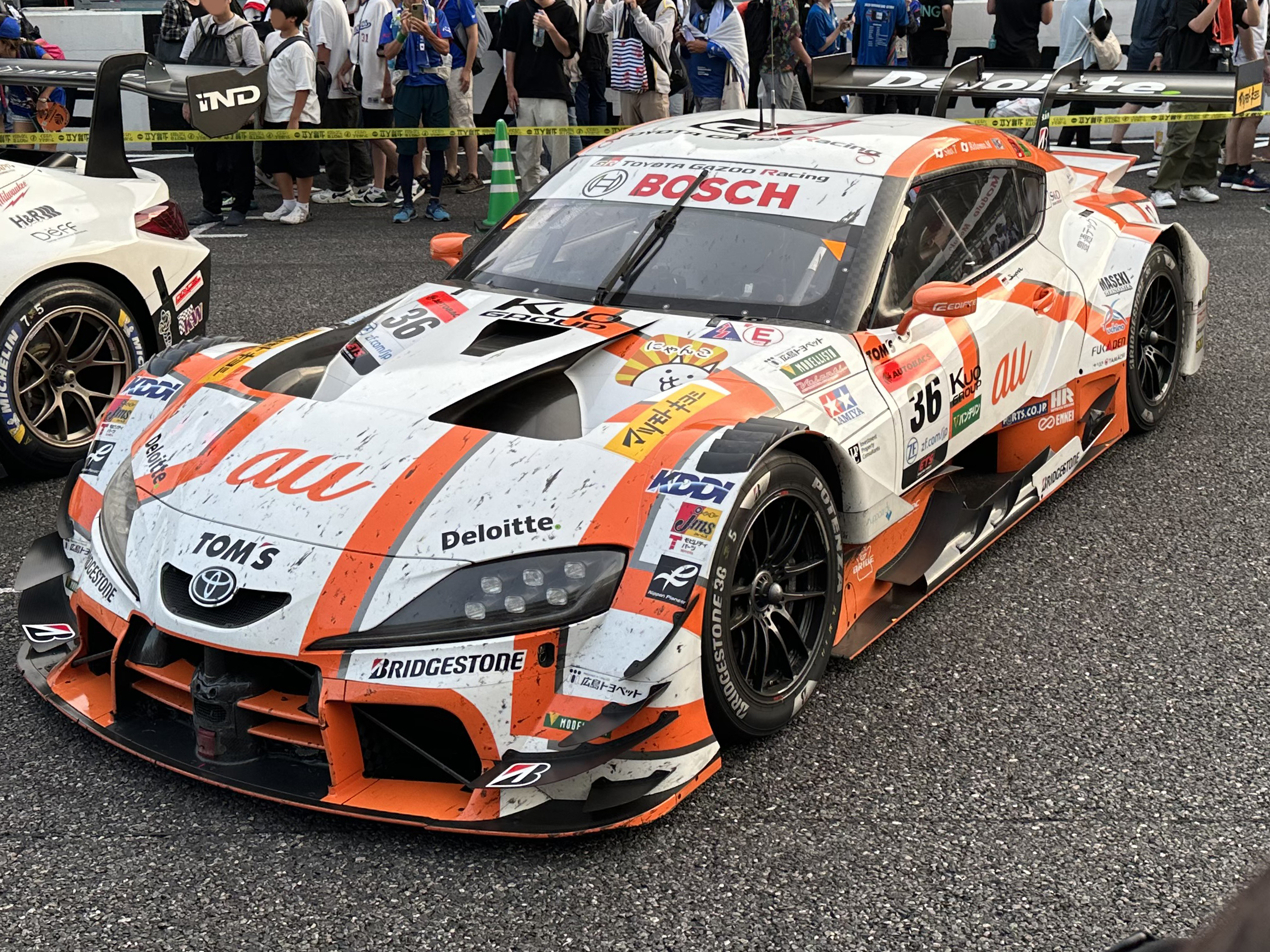
Vainqueur 2023 catégorie GT500

| Année | Catégorie | Pilotes                                | Équipe                           | Voiture                       |
| ----- | --------- | -------------------------------------- | -------------------------------- | ----------------------------- |
| 1993  | Class 1   | Masahiko Kageyama                      | NISMO                            | Nissan Skyline GT-R R32       |
| 1994  | Class 1   | Masahiko Kageyama                      | Calsonic Hoshino Racing          | Nissan Skyline GT-R R32       |
| 1994  | Class 2   | Sakae Obata                            | Kegani Racing                    | Porsche 964 Carrera RS        |
| 1995  | Class 1   | Masahiko Kageyama                      | Calsonic Hoshino Racing          | Nissan Skyline GT-R R33       |
| 1995  | Class 2   | Kaoru Hoshino Yoshimi Ishibashi        | Yoshimi Ishibashi                | Nissan Skyline GTS-R          |
| 1996  | GT500     | David Brabham John Nielsen             | Team Lark                        | McLaren F1 GTR                |
| 1996  | GT300     | Keiichi Suzuki Morio Nitta             | Team Taisan Jr.                  | Porsche 964 Carrera RSR       |
| 1997  | GT500     | Pedro de la Rosa Michael Krumm         | Toyota Castrol Team TOM'S        | Toyota Supra                  |
| 1997  | GT300     | Manabu Orido Hideo Fukuyama            | RS-R Racing Team with Bandoh     | Nissan Silvia S14             |
| 1998  | GT500     | Érik Comas Masami Kageyama             | Pennzoil NISMO                   | Nissan Skyline GT-R R33       |
| 1998  | GT300     | Keiichi Suzuki Shingo Tachi            | Team Taisan Jr.                  | Toyota MR-2 SW20              |
| 1999  | GT500     | Érik Comas                             | Pennzoil NISMO                   | Nissan Skyline GT-R R34       |
| 1999  | GT300     | Morio Nitta                            | Momocorse Racing                 | Toyota MR-2                   |
| 2000  | GT500     | Ryo Michigami                          | Dome Mugen Project               | Honda NSX                     |
| 2000  | GT300     | Hideo Fukuyama                         | Team Taisan Advan                | Porsche 996 GT3R              |
| 2001  | GT500     | Hironori Takeuchi Yuji Tachikawa       | Racing Team Cerumo               | Toyota Supra                  |
| 2001  | GT300     | Nobuyuki Oyagi Takayuki Aoki           | Team Daishin                     | Nissan Silvia S15             |
| 2002  | GT500     | Juichi Wakisaka Akira Iida             | Esso Team LeMans                 | Toyota Supra                  |
| 2002  | GT300     | Morio Nitta Shinichi Takagi            | ARTA                             | Toyota MR-S                   |
| 2003  | GT500     | Satoshi Motoyama Michael Krumm         | Xanavi NISMO                     | Nissan Skyline GT-R           |
| 2003  | GT300     | Mitsuhiro Kinoshita Masataka Yanagida  | Hasemi Motorsports               | Nissan Fairlady Z Z33         |
| 2004  | GT500     | Satoshi Motoyama Richard Lyons         | NISMO                            | Nissan Fairlady Z Z33         |
| 2004  | GT300     | Tetsuya Yamano Hiroyuki Yagi           | M-TEC                            | Honda NSX                     |
| 2005  | GT500     | Yuji Tachikawa Toranosuke Takagi       | Zent Cerumo                      | Toyota Supra                  |
| 2005  | GT300     | Kota Sasaki Tetsuya Yamano             | Team Reckless                    | Toyota MR-S                   |
| 2006  | GT500     | Juichi Wakisaka André Lotterer         | Open Interface Toyota Team Tom's | Lexus SC430                   |
| 2006  | GT300     | Tetsuya Yamano Hiroyuki Iiri           | RE Amemiya Racing Asparadrink    | Mazda RX-7 FD3S               |
| 2007  | GT500     | Daisuke Itō Ralph Firman               | ARTA                             | Honda NSX                     |
| 2007  | GT300     | Kazuho Takahashi Hiroki Katoh          | Cars Tokai Dream28               | Privée KENZO Asset Shiden     |
| 2008  | GT500     | Satoshi Motoyama Benoît Tréluyer       | Xanavi NISMO                     | Nissan GT-R                   |
| 2008  | GT300     | Kazuki Hoshino Hironobu Yasuda         | MOLA LEOPALACE                   | Nissan 350Z                   |
| 2009  | GT500     | Juichi Wakisaka André Lotterer         | Lexus Toyota Team Tom's          | Lexus SC430                   |
| 2009  | GT300     | Manabu Orido Tatsuya Kataoka           | Racing Project Bandoh            | Lexus IS350                   |
| 2010  | GT500     | Takashi Kogure Loïc Duval              | Weider Honda Racing              | Honda HSV-010 GT              |
| 2010  | GT300     | Kazuki Hoshino Masataka Yanagida       | Hasemi Motor Sport               | Nissan 350Z                   |
| 2011  | GT500     | Ronnie Quintarelli Masataka Yanagida   | MOLA                             | Nissan GT-R                   |
| 2011  | GT300     | Nobuteru Taniguchi Taku Bamba          | GSR&Studie with TeamUKYO         | BMW Z4 GT3                    |
| 2012  | GT500     | Ronnie Quintarelli Masataka Yanagida   | MOLA                             | Nissan GT-R                   |
| 2012  | GT300     | Kyosuke Mineo Naoki Yokomizo           | Team TAISAN ENDLESS              | Porsche 911 GT3               |
| 2013  | GT500     | Kohei Hirate Yuji Tachikawa            | Lexus Team Zent Cerumo           | Lexus SC430                   |
| 2013  | GT300     | Hideki Mutoh Yuhki Nakayama            | Team Mugen                       | Honda CR-Z                    |
| 2014  | GT500     | Ronnie Quintarelli Tsugio Matsuda      | Nismo                            | Nissan GT-R                   |
| 2014  | GT300     | Tatsuya Kataoka Nobuteru Taniguchi     | Good Smile Racing & Team Ukyo    | BMW Z4 GT3                    |
| 2015  | GT500     | Tsugio Matsuda Ronnie Quintarelli      | Nismo                            | Nissan GT-R                   |
| 2015  | GT300     | André Couto                            | Gainer Tanax                     | Nissan GT-R                   |
| 2016  | GT500     | Heikki Kovalainen Kohei Hirate         | Lexus Team SARD                  | Lexus RC-F                    |
| 2016  | GT300     | Takeshi Tsuchiya Takamitsu Matsui      | VivaC team Tsuchiya              | Toyota 86 MC                  |
| 2017  | GT500     | Ryō Hirakawa Nick Cassidy              | Lexus Team KeePer TOM'S          | Lexus LC 500                  |
| 2017  | GT300     | Tatsuya Kataoka Nobuteru Taniguchi     | Goodsmile Racing & Team Ukyo     | Mercedes-AMG GT3              |
| 2018  | GT500     | Naoki Yamamoto Jenson Button           | Team Kunimitsu                   | Honda NSX                     |
| 2018  | GT300     | Naoya Gamou Haruki Kurosawa            | K2 R&D LEON Racing               | Mercedes-AMG GT3              |
| 2019  | GT500     | Kazuya Oshima Kenta Yamashita          | Lexus Team KeePer TOM'S          | Lexus LC 500                  |
| 2019  | GT300     | Shinichi Takagi Nirei Fukuzumi         | Autobacs Racing Team Aguri       | Honda NSX GT3 Evo             |
| 2020  | GT500     | Tadasuke Makino Naoki Yamamoto         | Team Kunimitsu                   | Honda NSX                     |
| 2020  | GT300     | Kiyoto Fujinami João Paulo de Oliveira | Kondo Racing                     | Nissan GT-R NISMO GT3         |
| 2021  | GT500     | Yuhi Sekiguchi Sho Tsuboi              | TGR Team au TOM'S                | Toyota GR Supra GT500         |
| 2021  | GT300     | Takuto Iguchi Hideki Yamauchi          | R&D Sport                        | Subaru BRZ GT300              |
| 2022  | GT500     | Bertrand Baguette Kazuki Hiramine      | Team Impul                       | Nissan Z GT500                |
| 2022  | GT300     | Kiyoto Fujinami João Paulo de Oliveira | Kondo Racing                     | Nissan GT-R Nismo GT3         |
| 2023  | GT500     | Sho Tsuboi Ritomo Miyata               | TGR Team au TOM'S                | Toyota GR Supra GT500         |
| 2023  | GT300     | Hiroki Yoshida Kohta Kawaai            | Saitama Toyopet GreenBrave       | Toyota GR Supra GT300         |
| 2024  | GT500     | Sho Tsuboi Kenta Yamashita             | TGR Team au TOM'S                | Toyota GR Supra GT500         |
| 2024  | GT300     | Takashi Kogure Yuya Motojima           | JLOC                             | Lamborghini Huracán GT3 Evo 2 |